# Джонс, Джилл (певица)
Джилл Джонс (англ. Jill Jones; род. 11 июля 1962) — американская певица и автор песен, она выступала в качестве бэк-вокалистки для Тины Мари и Принса в 1980-х.

## Краткая биография
Джонс родилась в Лебаноне, Огайо 11 июля 1962 года. Её мать была моделью афроамериканского и индейского происхождения, отец был джазовым барабанщиком из Италии. Джонс воспитывалась в большей степени своими бабушками и дедушками перед тем, как она переехала в Лос-Анджелес, где её мать повторно вышла замуж. Она начала свою певческую карьеру в возрасте 15 лет в качестве бэк-вокалистки для Тины Мари, менеджером Мари в то время была мать Джонс.
Начиная с 2001 года, она выпустила три акустических и танцевальных альбома, последний из них Living for the Weekend 2009 года.

## Ранняя музыкальная карьера
Джонс познакомилась с Принсом в 1980 году в возрасте 18 лет, во время разогрева Тины Мари на туре Принса Dirty Mind. Принсу понравился её голос, и он попросил её не бросать пение, не теряя с ней связи. После окончания школы, она связалась с Принсом и попросила у него работу. Она стала бэк-вокалисткой для Принса, когда он пригласил её на Sunset Sound студию в 1982 году для записи бэк-вокала на нескольких треках из его альбома 1999. Она была отмечена как J.J. на альбоме. Также она появилась в клипах на композиции «1999» и «Little Red Corvette», а также редко транслируемом клипе на песню «Automatic». Джонс присоединилась к туру в поддержку 1999 для исполнения бэк-вокала в стороннем проекте Принса Vanity 6. После тура она переехала в Миннеаполис и некоторое время была девушкой Принса. Она исполнила небольшую роль официантки в фильме «Пурпурный дождь» (1984), а также появилась в его сиквеле «Мост граффити» (1990), в котором она снимает нижнее бельё для завершения конфликтной сцены с Принсом.

## Дискография

### Альбомы
- Jill Jones (1987), Paisley Park
- Two (2001), Dav Music
- Wasted (2004), Peace Bisquit
- I Am (2016), Peace Bisquit

### Синглы
- "Mia Bocca" b/w "77 Bleeker St." (1987), Paisley Park (No.6, Italy)
- "G-Spot" b/w "Baby Cries (Ay Yah)" (1987), Paisley Park
- "For Love" (1987), Paisley Park
- "Bald" (1993), Flying Records
- "Call Me" (2000), Cause-N-ff-ct Records
- "Station" (2001), Dav
- "Someone To Jump Up" (2008)
- "Living For The Weekend" (2009)
- "This Is How It Feels" (2014), при участии Get Far
- "Forbidden Love" (2015)

## Доп. ссылки
- Джилл Джонс на Myspace
- Джилл Джонс на Allmusic